# Acacia pubifolia
Acacia pubifolia é uma espécie de leguminosa do gênero Acacia, pertencente à família Fabaceae.